# Filips van Zweden
Filips (? - 1118) was van ca. 1105 tot 1118 koning van Zweden. In de overlevering heet het dat Filips met zijn broer Inge (II) de Jongere samen geregeerd hebben. Ze waren beide zonen van Halsten Stenkilsson en neven van Inge (I) de Oudere.
Filips was gehuwd met Ingegerd van Noorwegen (een dochter van koning Harald III van Noorwegen en Elisabeth, een Russische prinses). Menigmaal is aangenomen dat Filips door zijn broer Inge (II) vermoord zou zijn.
Naar de koningslegende Västgötalagen was Filips een goed en gezagsgetrouwe koning. Aangenomen wordt dat hij en zijn broer in het klooster Vreta begraven zijn, daar men twee skeletten van zeer groot uitgevallen personen gevonden heeft. Dat komt dan weer overeen met aannames dat de leden van het Huis Stenkil groot van postuur waren.

Erik VI · Olaf II · Anund Jacob · Emund · Stenkil · Erik VII · Erik VIII · Halsten · Haakon · Inge I · Sven · Erik Årsäll · Filips · Inge II · Ragnvald · Magnus · Sverker I · Erik IX · Karel VII · Knoet I · Sverker II · Erik X · Johan I · Erik XI · Knoet II · Waldemar I · Magnus I · Birger I · Magnus II · Albrecht · Margaretha · Erik XIII · Christoffel · Karel VIII · Christiaan I · Johan II · Christiaan II · Gustaaf I · Erik XIV · Johan III · Sigismund · Karel IX · Gustaaf II Adolf · Christina · Karel X Gustaaf · Karel XI · Karel XII · Ulrike Eleonora · Frederik · Adolf Frederik · Gustaaf III · Gustaaf IV Adolf · Karel XIII · Karel XIV Johan · Oscar I · Karel XV · Oscar II · Gustaaf V · Gustaaf VI Adolf · Carl Gustaf XVI